# Heeresgruppe Böhm-Ermolli
L'Heeresgruppe Böhm-Ermolli (il gruppo d'armate Böhm-Ermolli) è stata una grande unità dell'esercito austroungarico che operò sul fronte orientale dal 19 settembre 1915 sino al 25 luglio 1916 e nuovamente, con l'appoggio tedesco, dal 4 ottobre 1916 al 24 gennaio 1918, durante la prima guerra mondiale. L'unità prendeva il nome dal proprio comandante, Eduard von Böhm-Ermolli.
Composizione settembre 1915 - luglio 1916
- 1ª armata austroungarica (Paul Puhallo von Brlog)
- 2ª armata austroungarica (Eduard von Böhm-Ermolli)

Composizione ottobre 1916 - gennaio 1918
- 2ª armata austroungarica (Eduard von Böhm-Ermolli)
- armata tedesca sud (Deutsche Südarmee, Felix Graf von Bothmer)
- 3ª armata austroungarica dal luglio 1917 (Karl Graf von Kirchbach auf Lauterbach sostituito da Karl Tersztyánszky von Nádas e in seguito da Karl Kritek)